# سوزي ذات القلب الصادق
سوزي ذات القلب الصادق (بالإنجليزية: True Heart Susie) هو فيلم درامي أمريكي صدر عام 1919 من إخراج دي دبليو غريفيث وبطولة ليليان غيش. توجد نسخة من الفيلم في أرشيف الأفلام التابع لمعهد الفيلم البريطاني. يحكي الفيلم قصة فتاة ريفية شابة عادية تحب سراً شاباً من جيرانها، ويليام. تؤمن به وتضحي بالكثير من سعادتها من أجل تعزيز طموحاته. تم ترشيح الفيلم ليكون ضمن قائمة معهد الفيلم الأمريكي 100 عام... 100 شغف عام 2002.

## حبكة الفيلم
تعيش الفتاة ”سوزي“ الودودة مع عمتها وتحب الفتى ويليام جينكينز، يدفعها حبها الكبير له لدرجة أن تضحي ببقرة العائلة ومنتجات المزرعة حتى يتمكن ويليام من الذهاب إلى الكلية، لكنها تخفي إحسانها إليه وتبقيه سرًا، بعد أن ينهي دراسته اللاهوتية لا يوجد لديه شك في أنها تحبه. أثناء خروجهما معا تقرر أن عليها أن ترتدي ثياباً أنيقة قدر الإمكان، وتذهب معه حانة لشرب الصودا بعد عودته من الكلية، تجول عيني ويليام للفتيات اللاتي يظهرن بمظهر أكثر جاذبية. وبعد أن يصبح قسيساً، يتحطم قلب سوزي عندما يتزوج ويليام من بيتينا ”بيتي“ التي يتوقع أن تسخر نفسها لحياته الصارمة، تفشل الزوجة الشابة في إرضاء زوجها، ويبدأ في الندم على زواجه، دفعت رتابة العيش بيتينا إلى حضور حفل راقص دون علمه. بعد أن تفقد المفتاح تعلق في المطر في طريق عودتها إلى المنزل، تستنجد بيتي بسوزي التي تحميها من العواقب، يؤدي باقى بيتي تحت المطر إلى إصابتها بمرض مميت، بعد وفاتها يعلم زوجها بمغادرتها المنزل، على الرغم من قسمه ألا يتزوج مرة أخرى، إلا أنه وجد أن سوزي قد أعطته الفرصة الوحيدة في حياته، وعاد إليها بعرض يدها للزواج.

## طاقم التمثيل
- ليليان غيش بدور ترو هارت سوزي
- روبرت هارون بدور ويليام جينكينز
- كلارين سيمور بدور بيتينا هوبكنز
- كيت بروس بدور خالة بيتينا
- ريموند كانون بدور سبورتي مالون
- كارول ديمبستر بدور صديقة بيتينا
- جورج فوسيت بدور الغريب
- ويلبر هيغباي بدور والد ويليام
- لويولا أوكونور بدور خالة سوزي

## روابط خارجية
- سوزي ذات القلب الصادق  في قاعدة بيانات الأفلام على الإنترنت (بالإنجليزية)
- سوزي ذات القلب الصادق على موقع أول موفي.